# Lasza Motiaszwili
Lasza Motiaszwili (ur. 5 grudnia 1990) – gruziński wioślarz.

## Osiągnięcia
- Mistrzostwa Świata Juniorów – Linz 2008 – dwójka podwójna – 21. miejsce[1].
- Mistrzostwa Świata U-23 – Račice 2009 – dwójka podwójna – 13. miejsce[1].
- Mistrzostwa Europy – Brześć 2009 – dwójka podwójna – 10. miejsce[1].